# Asleep at the Wheel
Gli Asleep at the Wheel sono un gruppo musicale country statunitense attivo dal 1970 e stabilitosi in Texas.
Il gruppo ha vinto nove Grammy Awards e ha registrato oltre venti album in studio. Il loro brano più famoso è The Letter That Johnny Walker Read.

## Discografia
- 1973 - Comin' Right at Ya (United Artists Records, UA-LA038-F)
- 1974 - Asleep at the Wheel (Epic Records, KE 33097)
- 1974 - Fathers and Sons (Epic Records, BG 33782) Raccolta, a nome Bob Wills and His Texas Playboys and Asleep at the Wheel
- 1975 - Texas Gold (Capitol Records, ST-11441)
- 1976 - Wheelin' and Dealin' (Capitol Records, ST-11548)
- 1977 - The Wheel (Capitol Records, ST-11620)
- 1978 - Collision Course (Capitol Records, SW-11726)
- 1979 - Served Live (Capitol Records, ST-11945)
- 1980 - Drivin' (Capitol Special Markets Records, SL-8138)
- 1980 - Framed (MCA Records, 5131)
- 1985 - Asleep at the Wheel (DOT/MCA Records, 39036)
- 1987 - 10 (Epic Records, BFE 40681)
- 1988 - Western Standard Time (Epic Records, FE 44213)
- 1990 - Keepin' Me Up Nights (Arista Records, ARCD-8550)
- 1992 - Greatest Hits Live & Kickin' (Arista Records, 07822-18698-2)
- 1992 - Route 66 (Liberty Records, CDP-7-98925-2) Raccolta
- 1993 - Tribute to the Music of Bob Wills and the Texas Playboys (Liberty Records, CDP-7-81470-2)
- 1994 - Still Swingin' 2 (Liberty Records, CDP-7243-8-30286-2-7)
- 1995 - The Wheel Keeps on Rollin' (Capitol Records, CDP-531280)
- 1997 - Back to the Future Now - Live at Arizona Charlie's Las Vegas (Epic Records, EK 67981)
- 1997 - Merry Texas Christmas, Y'all (High Street Records, 72902-10355-2)
- 1999 - Ride with Bob (A Tribute to Bob Wills and the Texas Playboys) (DreamWorks Records, DRMD-50117)
- 2002 - Hang Up My Spurs (Music Catalogue Cracker Barrel Old Country Store, CB 105)
- 2003 - Take Me Back to Tulsa (Evangeline Records, GEL 4059) Raccolta
- 2003 - Wild Awake!: Live in Oklahoma (Delta Deluxe Records, 4717576) Live, 2 CD
- 2003 - Live at Billy Bob's Texas (Smith Music Group, 5023-2) Live
- 2003 - Remembers the Alamo (Shout! Factory Records, DK 31133)
- 2006 - Live from Austin TX (New West Records, NW6111) Live, a nome Asleep at the Wheel Featuring The Texas Playboys
- 2006 - Santa Loves to Boogie (Bixmeaux Productions, CD 9564)
- 2007 - Reinventing the Wheel (Bixmeaux Productions, CD 9566)
- 2007 - Kings of the Texas Swing (Goldenlane Records, CLP-1683) CD+DVD
- 2007 - Asleep at the Wheel with The Fort Worth Symphony Orchestra (Fort Worth Symphony Orchestra, 44667 00662 9)
- 2009 - Willie and the Wheel (Bismeaux Records, BR 1287) a nome Willie Nelson & Asleep at the Wheel
- 2010 - It's a Good Day (Bismeaux Records, BR 9600) a nome Asleep at the Wheel and Leon Rausch
- 2015 - Still the King: Celebrating the Music of Bob Wills and His Texas Playboys (Bismeaux Records, BRD 1314)
- 2016 - Lone Star Christmas (Bismeaux Records, B01MDSN6PA)
- 2018 - New Routes (Bismeaux Records)